# 犬田
犬田（いぬだ/いぬた）は、茨城県桜川市の地名。真壁街道沿いを中心とし集落が点々としている。1889年の町村制施行まで連合戸長役場が設置されていた。

## 地区割

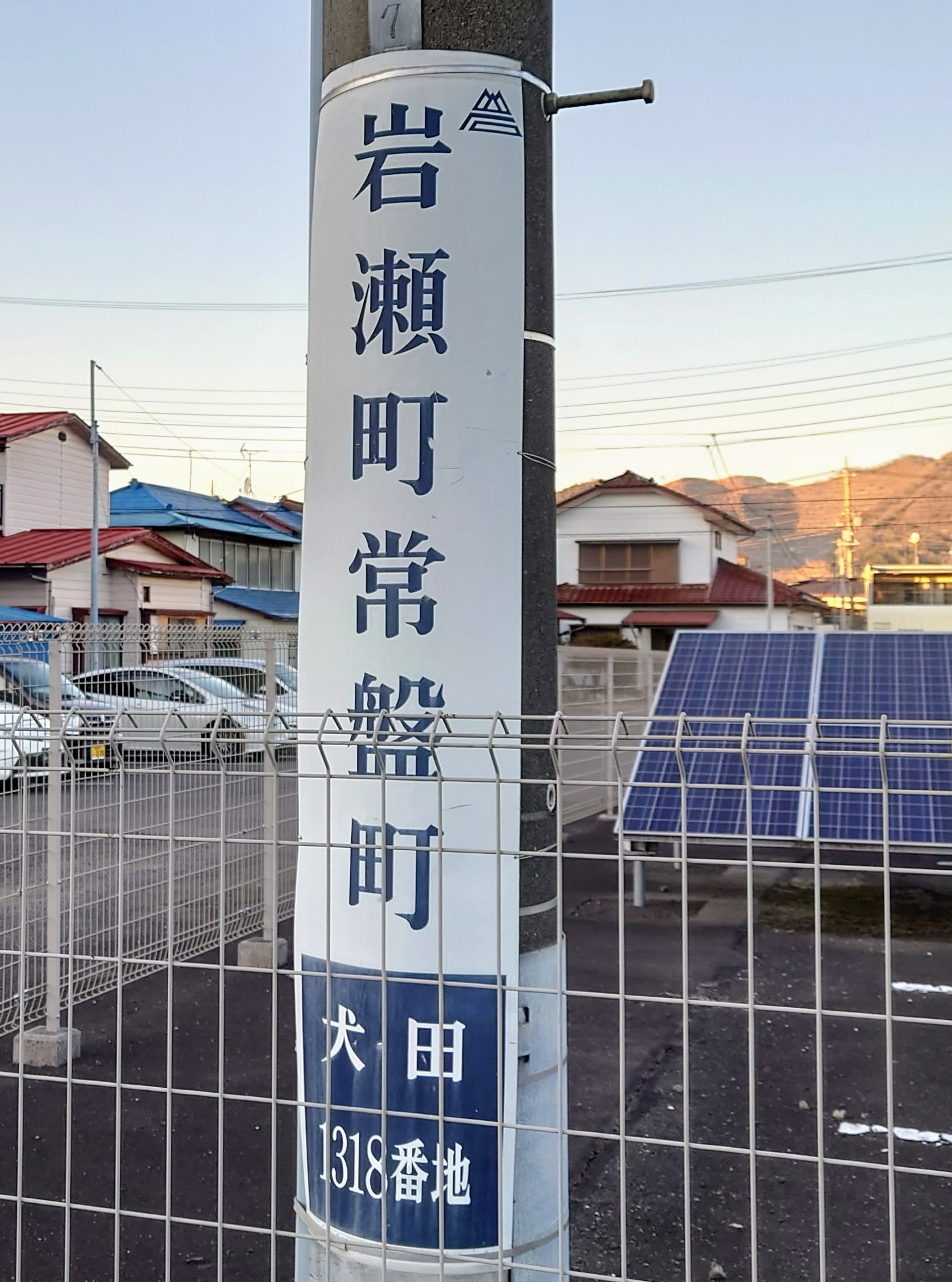
犬田常盤町

犬田地区内は7つに区分される

### 犬田
大字犬田の中央部。犬田神社、市営犬田住宅が位置する。

### 常盤町

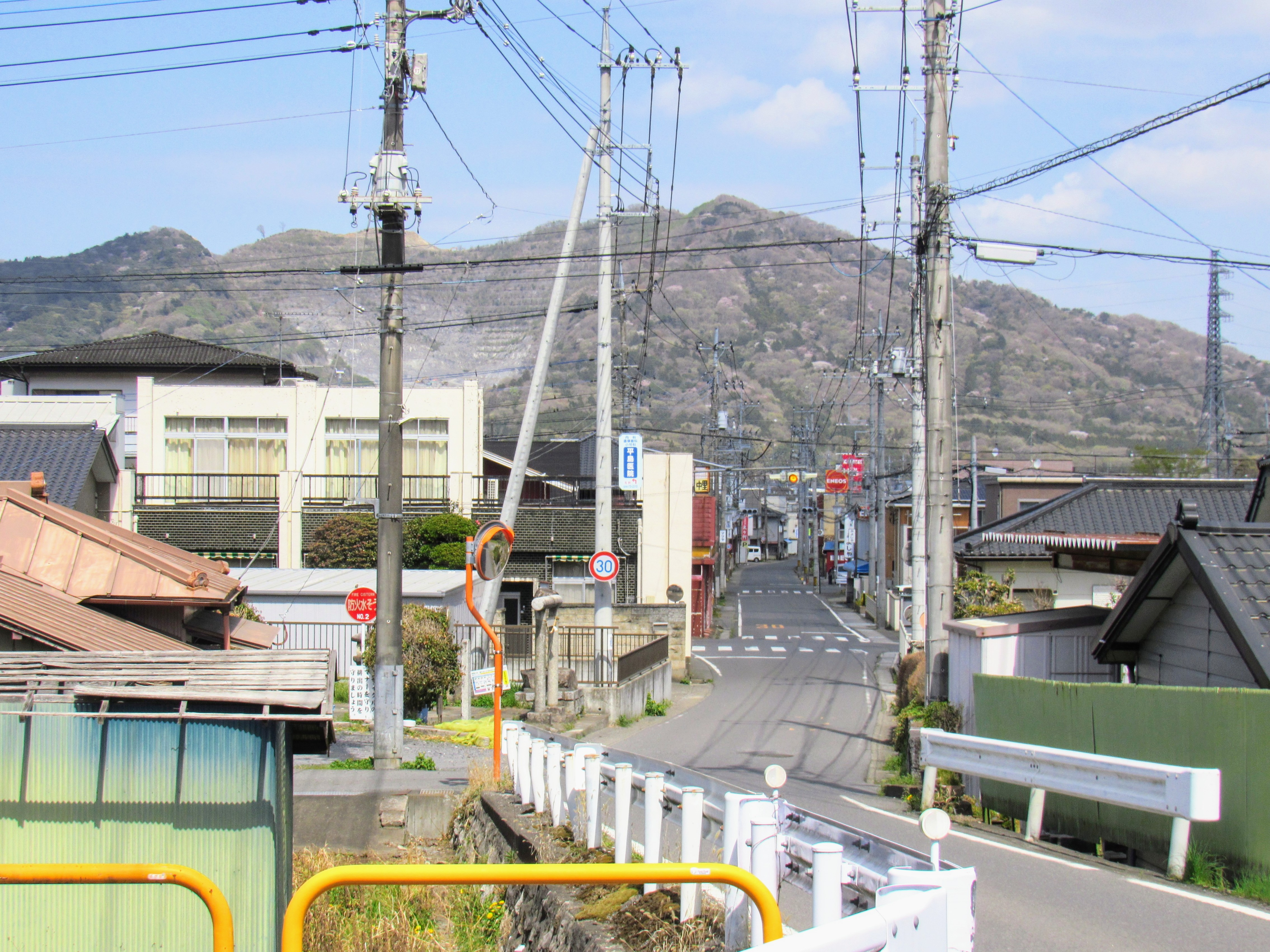
常盤町

大字犬田のJR水戸線以北部。岩瀬市街地の一部に組み込まれており、岩瀬駅、常盤町公民館が位置する。

### 西山

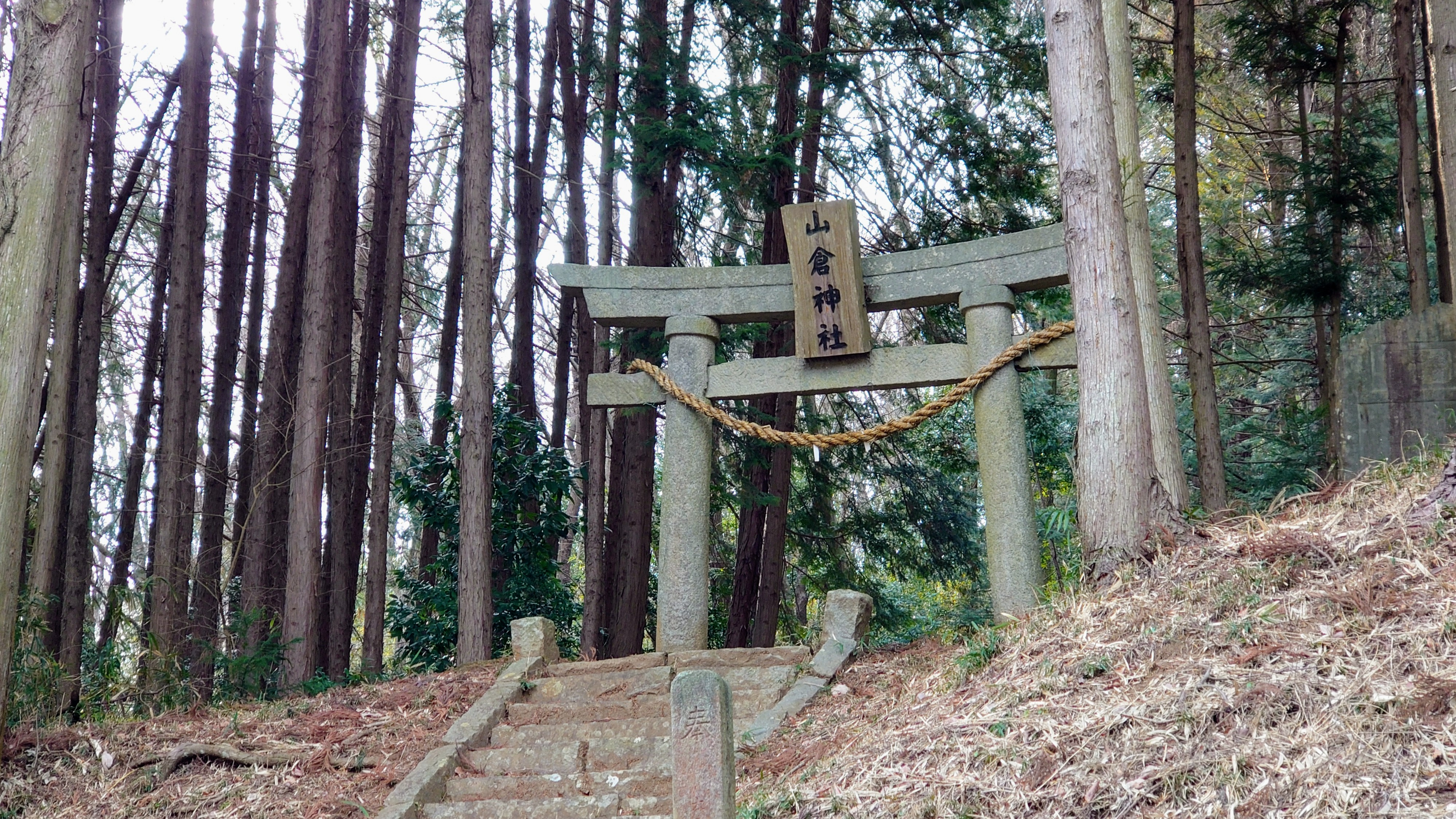
山倉神社

大字犬田の西部、羽田山の麓。山倉神社が位置する。江戸時代、富山から多数の住民が移住してきた。

### 猪ノ窪

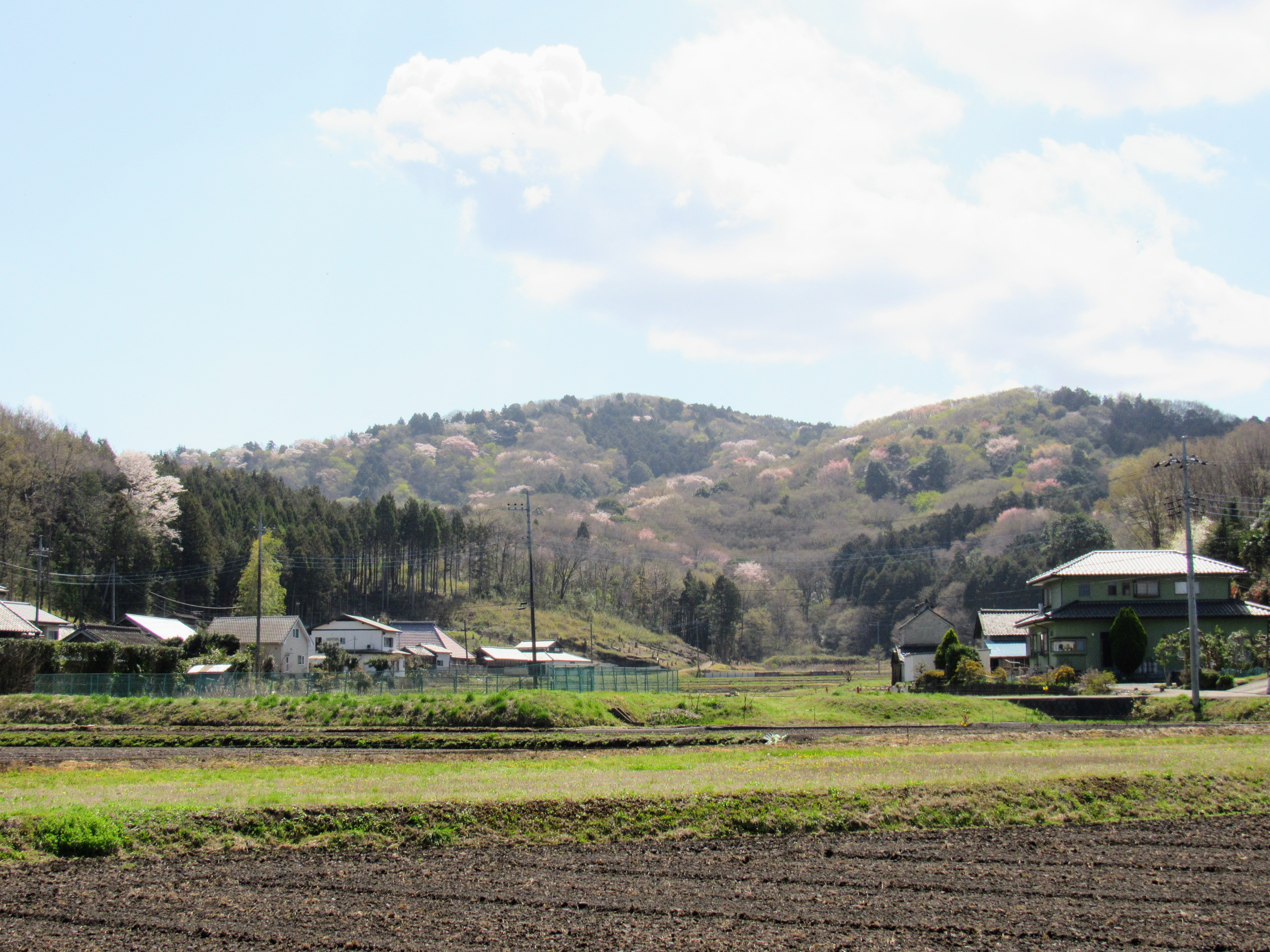
猪ノ窪地区

岩瀬駅南側に位置する。山がちな地形である。

### 片蓋

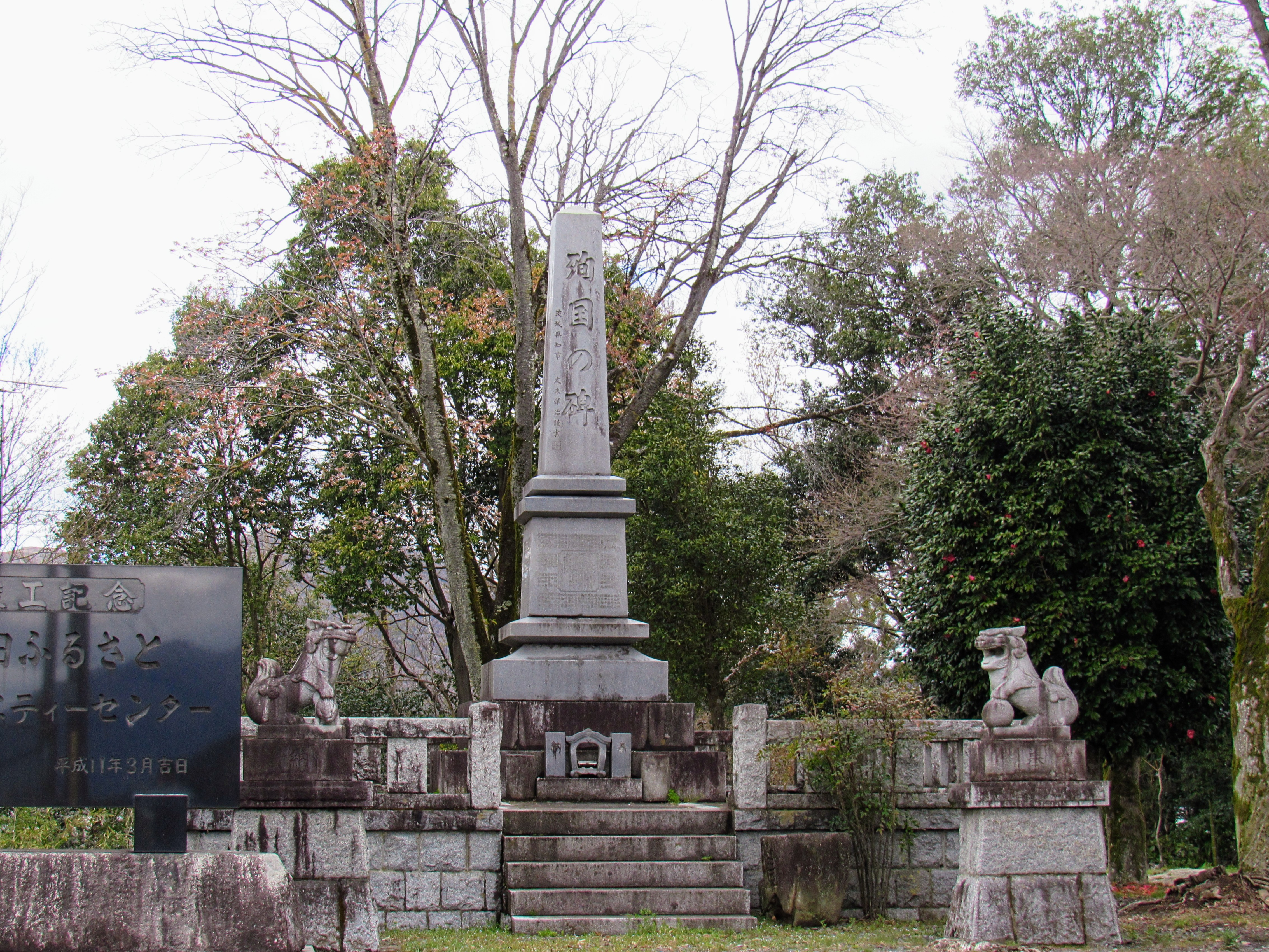
北栗山

北栗山麓に位置する。茨城岡野機電の工場が位置する。

### 大坪
大字犬田の東部。法蔵院、桜川市消防団第3分団、岩瀬トンネルの西側口が位置する。

### 山ノ神
大字犬田の東部。地名は御嶽山への山岳信仰による。

### 境
大字犬田の南部、岩瀬町と大和村の境界に位置する。真壁街道と西山、長方への街道の分岐があり、道標が設置されている。

## 小字
- 境
- 大神田(おおかみだ)
- 山ノ入
- 光ノ目(こうのめ)
- 沢尻
- 上町田
- 下町田
- 井戸尻
- 根下前
- 西山
- 大早稲田
- 中根前
- 十郎
- 畑ヶ中
- 辻󠄀ノ前
- 鍬田原
- 川中子
- 接骨草
- 下毛田(しもた)
- 相ノ田
- 柏ノ田(かしのた)
- 付ノ木戸
- 遠向
- 田畑
- 烏畑
- 猪窪
- 北峯台
- 峯前
- 前内
- 八幡北
- 堂平金畑
- 永楽
- 中島
- 長町
- 丸山下
- 東山
- 渋口
- 中雀
- 粕内
- 北栗

## 歴史
- 文禄3年︰西那珂郡に属する
- 元禄15年︰茨城郡に属する
- 1889年（明治22年）4月1日︰町村制の施行により周辺13箇村と合併して西那珂村となる。
- 1955年（昭和30年）︰岩瀬町、北那珂村、東那珂村が合併し岩瀬町となる。
- 1987年（昭和62年）︰筑波鉄道筑波線が廃止
- 2005年（平成17年）︰新設合併で桜川市となり、現在に至る。

## 世帯数と人口
2022年（令和4年）4月1日現在の世帯数と人口は以下の通り。
| 大字・丁目 | 世帯数  | 人口  |
| ---------- | ------- | ----- |
| 犬田       | 291世帯 | 744人 |
| 常盤町     | 29世帯  | 62人  |
| 計         | 320世帯 | 806人 |

## 小・中学校の学区
市立小・中学校に通う場合、全域が桜川市立岩瀬小学校、桜川市立岩瀬西中学校の学区となる。

## 交通

### 鉄道
- JR東日本水戸線　岩瀬駅

### バス
- 桜川市バス「ヤマザクラGO」
- 桜川市巡回ワゴン「ヤマザクラGOミニ」（西茨城観光バス受託路線）
  - ⑦犬田・青木ルート

### 道路
- 茨城県道・栃木県道41号つくば益子線
  - 犬田バイパス

## 施設・名所
- 犬田ふるさとコミュニティセンター
- 北栗山

### 神社・寺院
- 犬田神社
- 法蔵院